# Hôtel de Prévenchères
El hôtel de Prévenchères (también conocido como Hôtel Lenoir) es un hôtel particulier ubicada en la Plaza de las Victorias en el 2 distrito de París, Francia.Está en el lado noroeste de la plaza, entre el hotel de Metz de Rosnay y Pellé de Montaleau, en el sitio del antiguo hotel de La Ferté-Senneterre. 
Fue clasificado como monumento histórico en 1962.
Antoine Crozat se quedó allí como inquilino, en lo que parece ser la residencia más "humilde" de la plaza.